# Conexión de Levi-Civita
En geometría de Riemann, la conexión de Levi-Civita (nombrada así por Tullio Levi-Civita) es la conexión libre de torsión del fibrado tangente, preservando una métrica de Riemann (o métrica pseudoriemanniana) dada. El teorema fundamental de la geometría de Riemann establece que hay una conexión única que satisfacen estas propiedades.
En la teoría de una variedad de Riemann o de una variedad pseudoriemanniana el término derivada covariante se utiliza a menudo para la conexión de Levi-Civita. La expresión en coordenadas espaciales de la conexión se llama los símbolos de Christoffel.

## Definición formal
Sea (M, g) una variedad de Riemann (o una variedad pseudoriemanniana) entonces una conexión afín {\displaystyle \nabla } es una conexión de Levi-Civita si satisface las condiciones siguientes
- Preserva la métrica, es decir, para cualesquiera campos vectoriales X, Y, Z tenemos {\displaystyle Xg(Y,Z)=g(\nabla _{X}Y,Z)+g(Y,\nabla _{X}Z)}, donde X g(Y, Z) denota la derivada de la función g(Y, Z) a lo largo del campo vectorial X.

- Es libre de torsión, es decir, para cualesquiera campos vectoriales X y Y tenemos {\displaystyle \nabla _{X}Y-\nabla _{Y}X=[X,Y]}, donde {\displaystyle [X,Y]} es el corchete de Lie de los campos vectoriales X y Y.

## Símbolos de Christoffel
Sea de {\displaystyle \nabla } una conexión afín en el fibrado tangente {\displaystyle TM} de la Variedad de Riemann {\displaystyle (M,g)}. En un entorno de cualquier punto podemos escoger coordenadas locales {\displaystyle x^{1},\ldots ,x^{n}} con la base de campos vectoriales {\displaystyle {\frac {\partial }{\partial x_{1}}},\ldots ,{\frac {\partial }{\partial x_{n}}}}.
Localmente la conexión queda determinada por los Símbolos de Christoffel, que se definen como:
{\displaystyle \nabla _{\frac {\partial }{\partial x_{i}}}{\frac {\partial }{\partial x_{j}}}=\Gamma _{ij}^{k}{\frac {\partial }{\partial x_{k}}}}.
Para la conexión de Levi-Civita, los Símbolos de Christoffel pueden ser calculados a partir de la métrica. Localmente, si {\displaystyle g_{ij}=g\left({\frac {\partial }{\partial x_{i}}},{\frac {\partial }{\partial x_{j}}}\right)} son los coeficientes de la matriz del tensor métrico en el sistema de coordenadas local; y {\displaystyle g^{ij}} los de la matriz inversa, se demuestra que, para la conexión de Levi-Civita:
{\displaystyle \Gamma _{ij}^{k}={\tfrac {1}{2}}g^{kl}\left({\frac {\partial g_{li}}{\partial x_{j}}}+{\frac {\partial g_{lj}}{\partial x_{i}}}-{\frac {\partial g_{ij}}{\partial x_{l}}}\right)}

## Derivada a lo largo de una curva
La conexión de Levi-Civita define también una derivada a lo largo una curva, denotada generalmente por D.
Dado curva diferenciable γ sobre (M, g) y un campo vectorial V en γ su derivada se define como
{\displaystyle {\frac {D}{dt}}V=\nabla _{{\dot {\gamma }}(t)}V}.

## Conexión estándar deRn{\displaystyle \mathbb {R} ^{n}}
Para dos campos vectoriales {\displaystyle X,Y} en el espacio euclídeo n-dimensional, ésta está dada por la regla
{\displaystyle D_{X}Y=(JY)X\,}
donde {\displaystyle JY} es el jacobiano de Y.

## Conexión inducida en superficies deR3{\displaystyle \mathbb {R} ^{3}}
Para un par de campos vectoriales tangentes a una superficie (variedad de codimensión 1 en {\displaystyle \mathbb {R} ^{3}}) se puede inducir una derivada covariante mediante el cálculo 
{\displaystyle \nabla _{X}Y=D_{X}Y-\langle n,D_{X}Y\rangle n}
relación conocida como ecuación de Gauss. Es fácil demostrar que {\displaystyle \nabla _{X}Y} satisface las mismas propiedades que D.